# Pepper X
Pepper X a hivatalos elnevezése a világ legcsípősebb paprikájának. Az elnevezést kezdetben ideiglenesként használták a márkázás és védjegy ügyek folyamatban léte miatt. Mikorra eljött az idő a Hot Ones szószok címkézéséhez, a név már hivatalosan is használatban volt – és azóta nem változtatták meg.

## Nemesítés
A paprika nemesítője Ed Currie, aki korábban a Carolina Reaper paprikát is létrehozta, amely szintén világrekorder volt. Több keresztezés és szelektív nemesítés eredményeként jött létre ez a kivételesen magas kapszaicintartalmú paprika.

## Világrekord
A Pepper X csípőssége a Winthrop University 2023. augusztus 23-i laboratóriumi mérései alapján a Scoville-skálán átlagosan 2 693 000 Scoville Heat Unit (SHU) értékű — ezért azóta a világ legcsípősebb paprikájaként tartják számon. Ezt a tényt a Guinness World Records is megerősítette a hivatalos laboratóriumi eredmények alapján.